# 393

Римська імперія востаннє об'єдналася під правлінням Феодосія I. У Китаї правління династії Цзінь. В Індії правління імперії Гуптів. У Японії триває період Ямато. У Персії править династія Сассанідів.
На території лісостепової України Черняхівська культура. У Північному Причорномор'ї готи й сармати. Історики VI століття згадують плем'я антів, що мешкало на території сучасної України приблизно з IV сторіччя. З'явилися гуни, підкорили остготів та аланів й приєднали їх до себе.

## Події
- Феодосій I оголосив співправителем свого 9-річного сина Гонорія.
- 293-ті Олімпійські ігри. Феодосій відвідав їх, після чого заборонив.
- Не пізніше 393 Стіліхон став магістром обох армій.
- Яо Чан помер, на престол Молодшої Цинь вступив Яо Сін.
- Ще 10 тис. хунну перекочували в Південний Китай.
- 393—416 — Імператор Молодший Цинь Яо Сін